# Bournonit
Bournonit är ett ovanligt malmmineral med den kemiska formeln PbCuSbS3. Den förekommer i vissa hydrotermala mineraliseringar med medelhöga temperaturer. Vanligast hittas bournonit som mindre korn och aggregat, men mineralet kan bilda kugghjulsliknande kristaller.
Bournonit förekommer med andra svavelföreningar i mineralgångar bland annat i Cornwall, Příbram i Tjeckien och i Harz. I Sverige har mineralet hittats i gruvor i Västerbotten bland annat i Boliden.